# Завтрак (поэма)
«Завтрак» (лат. Moretum) — небольшая бытописательная поэма, которую приписывают римскому поэту Вергилию, часть Appendix Vergiliana. Мнения исследователей об истинном авторе расходятся.
Поэма представляет собой рассказ о том, как крестьянин по имени Симил просыпается утром, мелет зерно, замешивает тесто для хлеба, приносит с огорода чеснок и зелень и готовит «толчёнку» для завтрака. После этого он отправляется на поле и начинает пахать землю.
Исследователи отмечают, что «Завтрак» уникален для античной литературы как бытописательное произведение, без каких-либо прикрас показывающее труд земледельца. Автор не боится описывать вещи простые и даже грубые, поднимая их до высокого стиля. Судя по отдельным строкам, «Завтрак» создан после «Георгик» (возможно, вскоре после них), и одни исследователи считают, что авторы двух поэм придерживались схожих взглядов на значение крестьянского труда, а другие — что автор «Завтрака» смеётся над Вергилием.
Существует предположение, что «Завтрак» — переделка элегии Парфения, греческого поэта, одного из учителей Вергилия.